# Monhystera dadayi
Monhystera dadayi is een rondwormensoort uit de familie van de Monhysteridae.